# Höfner
Pour les articles homonymes, voir Höfner (homonymie).

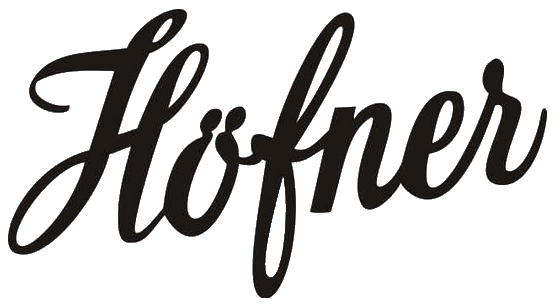
Logo de Höfner.

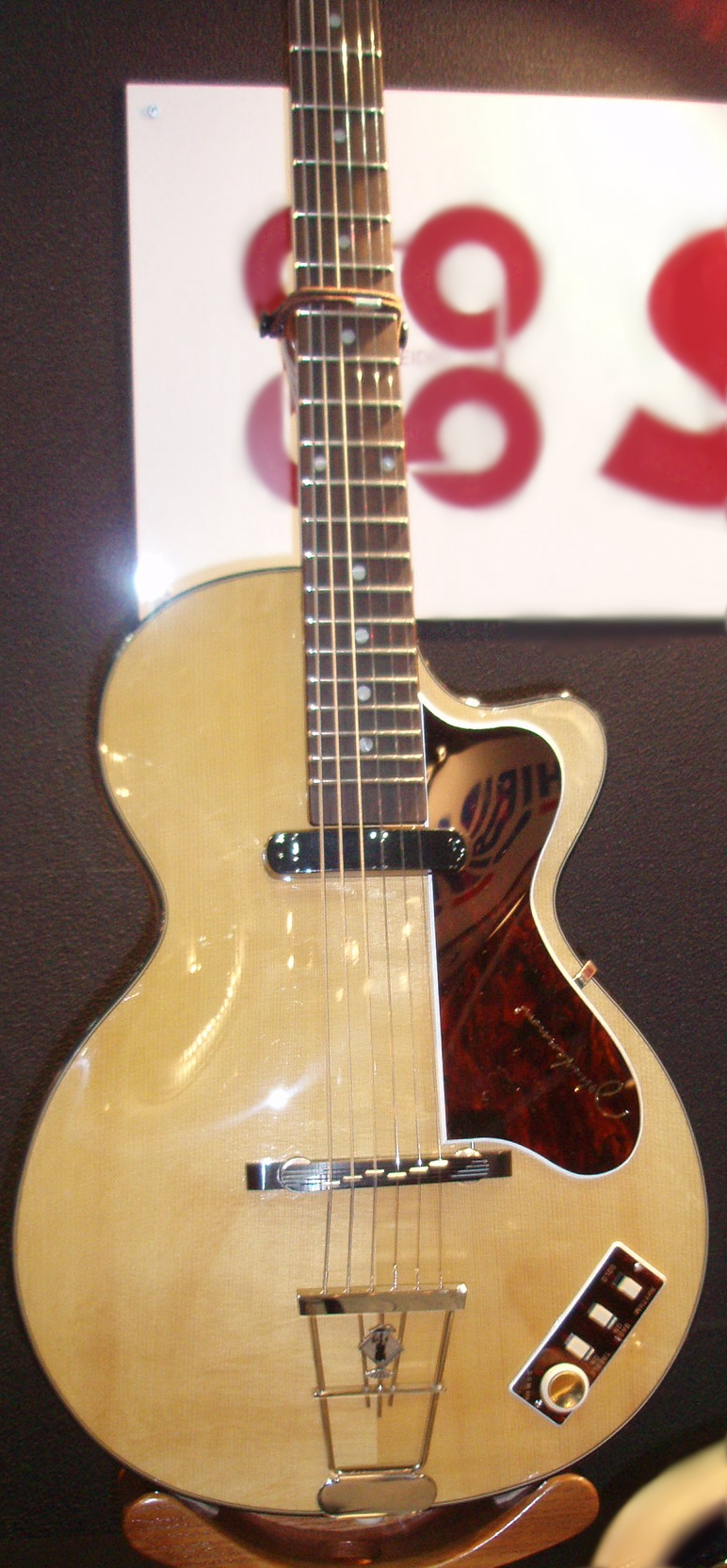
La guitare électrique Höfner Club 50, connue pour avoir été utilisée par John Lennon.

Karl Höfner GmbH & Co. KG, plus simplement appelé Höfner, est un fabricant allemand d'instruments de musique fondé en 1887. Höfner fabrique des guitares, des basses, ainsi que des instruments à cordes frottées.

## Histoire

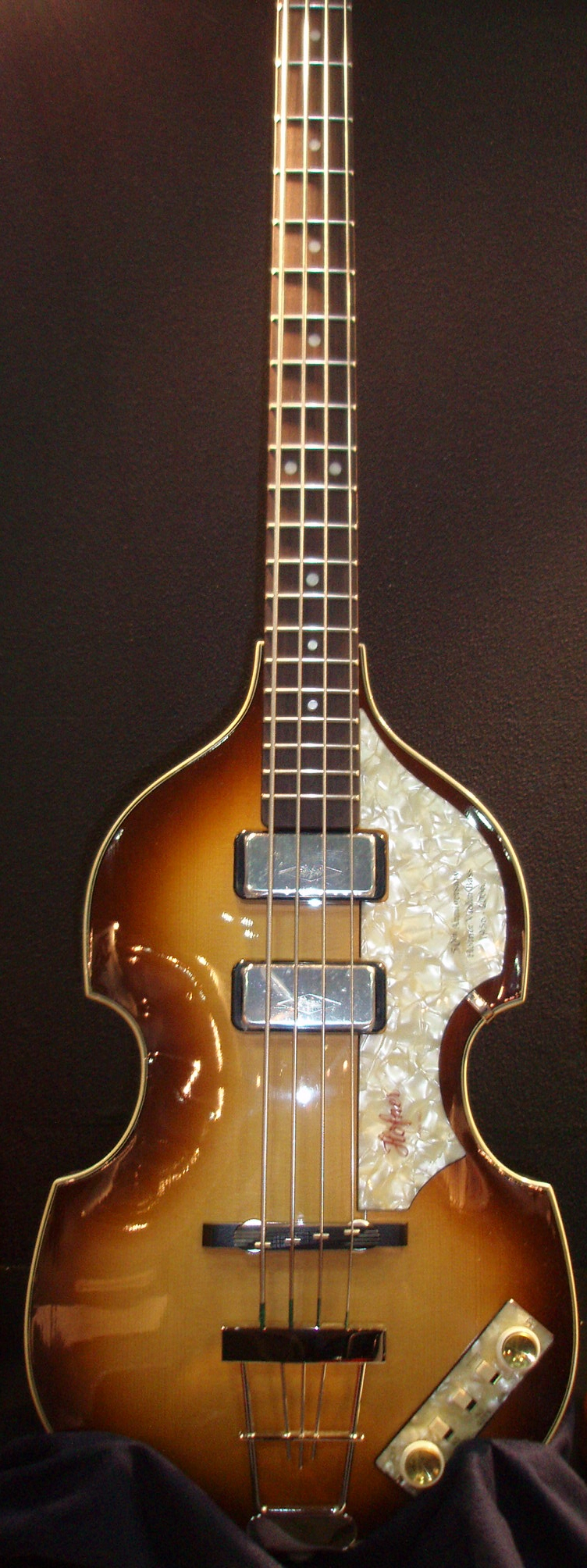
La basse Höfner 500/1 pour droitier, rendue célèbre par Paul McCartney.

L'entreprise a été fondée en 1887 par le luthier Karl Höfner en Bohême autrichienne dans la ville de Schönbach (aujourd'hui Luby, République tchèque), dans la région germanophone des Sudètes. Höfner est rapidement devenu un des plus grands producteurs de violons, altos, violoncelles et contrebasses d'Europe centrale. Après la Première Guerre mondiale, Schönbach passe sous souveraineté tchécoslovaque mais ne cesse pas d'être un haut-lieu de la lutherie allemande. Vers le milieu des années 1920, Höfner ajoute des guitares acoustiques à ses productions d'instruments à cordes frottées.
À la suite de la Seconde Guerre mondiale, toute la population allemande est expulsée de Bohème par les autorités communistes tchèques, dans le cadre des décrets Beneš. La famille Höfner se réfugie en Allemagne de l'Ouest, et relance en janvier 1949 son activité à Möhrendorf, près d'Erlangen, avant de déménager en 1951 vers la ville voisine de Bubenreuth.

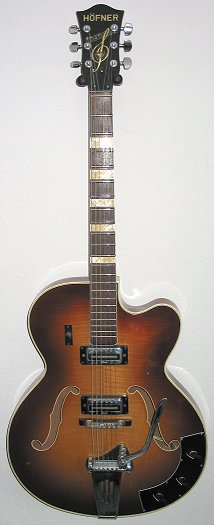
Guitare semi-acoustique des années 1960.

Dans l'après-guerre, les guitares jazz à ouïes et table bombée connaissent un succès particulièrement vif en Allemagne. Höfner est en tête du marché pour suivre cette demande, et propose dès 1951 cinq modèles de ce type. Les premières versions électrifiées apparaissent en catalogue en 1953. La vogue du jazz puis du rock'n roll leur assure une audience croissante en Allemagne comme à l'export, et en particulier au Royaume-Uni, où les guitares américaines étaient interdites à l'importation dans les années 1950 : la première star rock du pays, Tommy Steele, et le premier « guitar hero » britannique, Bert Weedon, s'affichent toujours avec une Höfner accrochée au cou. Höfner est alors reconnu comme leader européen des guitares électriques et comme le facteur proposant la plus grande gamme d'instruments de qualité. Outre des semi-acoustiques similaires à celles de Gibson et Gretsch, la firme produit aussi à partir de 1960 des guitares électriques à corps plein plus ou moins inspirées de Fender, tout en campant dans le haut de gamme des guitares acoustiques classiques et folk.
Début 1961, alors que les Beatles jouent dans un club à Hambourg, Paul McCartney, à la recherche d'une basse à profil symétrique mieux adaptée à son jeu de gaucher, découvre dans un magasin de musique une Höfner type 500/1, qu'il essaye et achète. Ce modèle, caractérisé par sa caisse en forme de violon, avait été lancé en 1956 mais se vendait peu jusque-là. Avec l'explosion mondiale des Beatles à partir de fin 1963, la renommée de la marque Höfner devient soudain planétaire, et la « basse Beatles » entre dans l'histoire comme une icône du rock des années 1960.
Les années 1970 sont une période de reflux, Höfner étant, comme tous les producteurs européens, pris en tenaille entre la baisse relative de prix des guitares américaines et la compétition croissante des fabrications japonaises. Contrairement à la plupart de ses grands confrères européens (Framus, Hagström, Eko, etc.), Höfner parvient à survivre mais doit progressivement se replier dans les années 1980 sur ses niches d'origine, à savoir les guitares jazz de qualité, les guitares acoustiques et les instruments à archet.
En 1994, le groupe Boosey & Hawkes rachète Höfner, et l'influx d'argent permet à l'entreprise de s'étendre et de mettre à jour ses installations. Trois ans plus tard, la compagnie passe de Bubenreuth à Hagenau. Höfner change de propriétaire en 2003 lorsque Boosey & Hawkes, proche de la banqueroute, est contraint de vendre sa division instruments de musique à The Music Group pour 33,2 millions de livres. Höfner appartient au conglomérat jusqu'à janvier 2005, lorsque son manager général depuis des années, Klaus Schöller, procède à un rachat de l'entreprise par les cadres. Le nom complet actuel de l'entreprise est Karl Höfner GmbH & Co. KG.
À côté de la gamme fabriquée en Allemagne, Höfner offre aussi une gamme plus abordable et produite en Chine.